# Європейський масив таймінгу пульсарів
Європейський масив таймінгу пульсарів (англ. European Pulsar Timing Array, EPTA) — наукова організація, яка об'єднує п'ять радіотелескопів розмірами порядку 100 метрів для спостереження за масивом пульсарів з метою вимірювання гравітаційних хвиль. Це один із чотирьох проєктів, що входять у склад Міжнародного масиву таймінгу пульсарів.

## Пульсари та високоточна синхронізація
Пульсари — це нейтронні зорі, що мають швидке обертання і сильну намагніченість. Вони випромінюють радіохвилі зі своїх магнітних полюсів, які через обертання зорі спостерігаються на Землі як ланцюжок імпульсів. Періоди обертання нейтронних зір дуже стабільні, тому спостережуваний час прибуття імпульсів є дуже регулярним. Ці часи прибуття імпульсів можуть бути використані для проведення високоточних експериментів із визначення часу.
Стабільність часів прибуття імпульсів від більшості пульсарів обмежена через наявність червоного шуму, який також називають «шумом синхронізації». Відстеження часів прибуття імпульсів різних мілісекундних пульсарів дозволяє проводити високоточні експерименти для виявлення гравітаційних хвиль.

## Виявлення гравітаційних хвиль
Гравітаційні хвилі — малі збурення простору-часу, спричинені рухом мас, якщо третя похідна за часом квадрупольного моменту маси відмінна від нуля. Ці хвилі дуже слабкі, тому лише найсильніші хвилі, викликані швидким рухом щільних зір або чорних дір, мають шанс на виявлення. Масив таймінгу пульсарів використовує систему мілісекундних пульсарів як кінцеві точки детектора гравітаційних хвиль з плечем порядку розміру Галактики. Цей метод чутливий до гравітаційних хвиль з частотою порядку наногерц, які можуть виникати, наприклад, в результаті злиття надмасивних чорних дір у ранньому Всесвіті. Це робить метод таймінгу пульсарів комплементарним до інших детекторів гравітаційних хвиль, таких як LIGO, VIRGO та LISA, які більш чутливі в інших діапазонах частот.
Європейський масив таймінгу пульсарів є одним із компонентів всесвітньої системи з виявлення та вимірювання гравітаційних хвиль, Міжнародного масиву таймінгу пульсарів, що також включає Північноамериканську наногерцеву обсерваторію гравітаційних хвиль (NANOGrav) і Парксівський масив таймінгу пульсарів (PPTA).

## Телескопи
Європейський масив таймінгу пульсарів використовує п'ять європейських радіотелескопів: Вестерборк, Еффельсберг, Нансе, Лавелівський і Сардинський радіотелескопи.

## LEAP
З 2009 року в межах Європейського масиву таймінгу пульсарів працює фінансований Європейською дослідницькою радою проєкт під назвою Великий європейський масив пульсарів (Large European Array for Pulsars, LEAP). Метою цього проєкту є узгоджене об'єднання п'яти телескопів Європейського масиву таймінгу пульсарів в єдиний радіотелескоп з еквівалентним діаметром 194 метри.